# ليلة وقوف
ليلة وقوف بالفرنسية (Nuit debout) هي عبارة عن سلسلة من الأحداث في الأماكن العامة في فرنسا، والتي بدأت 31 آذار / مارس 2016 بعد مظاهرة ضد «قانون العمل» واستمرت على وجه الخصوص في ساحة الجمهورية (باريس).
هذه الحركة الاجتماعية متعددة وتنوي بناء «تقارب الصراعات». احتجاجاتها كانت في البداية رفض قانون العمل ولكن توسعت نحو التحدي الشامل للمؤسسات السياسية والنظام الاقتصادي.
وبدون أي زعيم أو متحدث رسمي تم تنظيم ليلة وقوف وكان هناك اللجان الدائمة (التنسيق والخدمات اللوجستية، والضيافة، والصفاء، والاتصالات، وغيرها). اتخاذ القرارات يتم بالإجماع في الاجتماعات العامة وهذا ما يسمى بـ (الديمقراطية المباشرة والتشاركية).
امتدت الحركة إلى أكثر من مائة مدينة.

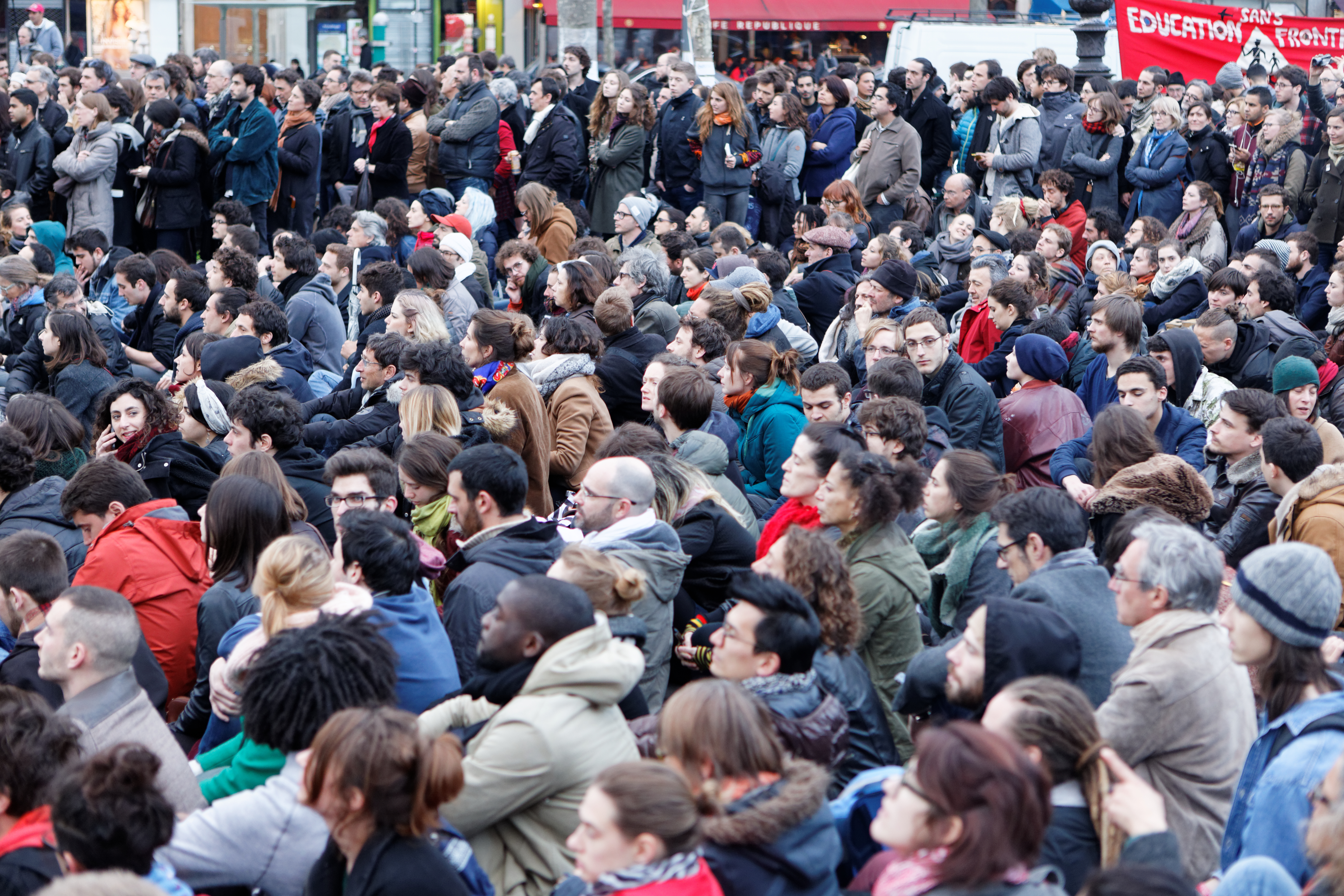
ليلة وقوف في 11 نيسان 2016

## السياق
في 17 آذار / مارس 2016، تظاهر بين 69000 و 150000 شخص  في فرنسا احتجاجا على «قانون العمل» بدعوة من منظمات الشباب. كبر الاحتجاج 31 مارس 2016: وقد دعت النقابات الموظفين ومنظمات الشباب. الاحتجاجات جمعت بين 390,000 و 1.2 مليون شخص. هذا الاحتجاج لم يكن فقط يقتصر على مشروع القانون، بل عبَّر المتظاهرون بشكل خاص عن «خيبة أملهم من اليسار».
وكان السياق أيضاً العواقب الأمنية لهجمات 13 نوفمبر 2015 وتماماً كانت جزء من السياق السياسي في فرنسا.

## الأصل
تأتي الحركة في الأساس من اجتماع عام عقد في بورصة العمل في باريس 23 فبراير 2016، من قبل فرانسوا روفين، رئيس تحرير صحيفة النقد الاجتماعي «فكير» والمخرج السينمائي لفلم «شكراً بترون» وشُجع هذا الحراك من خلال «المعركة ضد الأوليغارشية».